# 瀧澤孝
瀧澤 孝（滝沢 孝、たきざわ たかし、1937年7月20日 - 2018年5月9日）は、ヤクザ。静岡県浜松市に本部を置く暴力団・芳菱会の総長で、その上部団体にあたる指定暴力団山口組にて最高幹部の一員として若頭補佐・顧問・組長代行などの重役を歴任。
幕末から続く國領屋下垂一家（三代目山口組地道組傘下）の8代目総長、瀧澤仁志の弟。同一家で若頭を務めた。1969年に地道行雄組長が死去して地道組が解散すると、瀧澤仁志は1971年に三代目山口組の直参に昇格。1981年の田岡一雄組長の死後に山口組四代目跡目問題が発生。
1984年、瀧澤仁志の引退を受けて跡を継ぎ、國領屋下垂一家9代目として山口組の直参（二次団体首領）となった。五代目体制発足と同時に若頭補佐の役に就いて以降、六代目体制発足後に至るまで同役にあって山口組執行部の一員として活動（この間に國領屋下垂一家を「芳菱会」と改名）。2008年の暮れ（11月20日）をもって同役職を退くとともに顧問・組長代行に就任し執行部から退いた。
この執行部からの退席は、持病の肝硬変の治療に専念したいとの申し出を行い、それが承認された結果のものであったと言われている。1990年における山口組のいわゆるブロック制の導入以降、継続してその関東ブロックの長を務めてきたものの、この執行部退席に伴いその役も退任。
六代目山口組組長の司忍と同様に、1997年の傘下構成員の拳銃所持事件に由来する共謀共同正犯の罪に問われた。この件では2001年に逮捕・起訴され、一審ならびに二審で無罪を獲得するも、検察側の上告によって最高裁にまで持ち込まれた。結果、最高裁はこの上告を認め、大阪地裁への審理の差し戻しを命令。同地裁で2011年に再び無罪判決が出ている。その後、2度目の二審である大阪高裁は「地裁判決には明らかな事実誤認がある」として地裁への差し戻し判決を言い渡し、2015年には最高裁で上告が棄却され、再び大阪地裁への差し戻しがなされた。
2017年3月、大阪地裁は2度目の差し戻し審で懲役6年の有罪判決を言い渡す。その後控訴が行われ、公判が続いていたが、控訴審判決言い渡し予定であった2018年5月9日、病気のため死去した。